# Иванка Христова
Иванка Маринова Христова (Тодорова) е бивша българска спортистка, национален състезател по лека атлетика.

## Биография
Родена е на 19 ноември 1941 г. в с. Осиковица, Софийски окръг. Завършва Селскостопански техникум „Мичурин“ в гр. Кюстендил (1959) и ВИФ „Георги Димитров“ гр. София (1964). Състезава се в тласкане на гюле. Тя печели златен медал на олимпиадата през 1976 и бронз през 1972. Иванка Христова е и европейска шампионка през 1976. Балканска шампионка (1966 – 1973 и 1975), републиканска шампионка (1961 – 1966, 1968 – 1974). Поставила е 36 републикански рекорда (1962 – 1976). Заслужил майстор на спорта (1968), герой на социалистическия труд (1976).
Носител на ордените „Народен орден на труда“, бронзов (1963) и златен (1972) и „За трудово отличие“ (1968). Удостоена със званието почетен гражданин на Кюстендил през 1972 г.
Умира на 24 февруари 2022 г.

### Световни рекорди
- 21,87 m. на 3 юли 1976 в Белмекен
- 21,89 m. на 5 юли 1976 в Белмекен

Нейният рекорд издържа до 26 юли 1976 когато спортистката от Чехословакия Хелена Фибингерова го подобрява на 21,99 m.

### Значими успехи
| Година | Състезание            | Стадион                  | Резултат   |
| ------ | --------------------- | ------------------------ | ---------- |
| 1967   | Европейско първенство | Прага, Чехословакия      | 2-ро място |
| 1969   | Европейско първенство | Белград, Югославия       | 2-ро място |
| 1972   | Олимпийски игри       | Мюнхен, Западна Германия | 3-то място |
| 1975   | Европейско първенство | Катовице, Полша          | 3-то място |
| 1976   | Европейско първенство | Мюнхен, Западна Германия | 1-во място |
| 1976   | Олимпийски игри       | Монреал, Канада          | 1-во място |